# Yvette Szczupak-Thomas
Yvette Szczupak-Thomas (hébreu : איווט שצ'ופק ; née le 1er juin 1929 à Pesselières (Yonne) et décédée en 2003 à Jérusalem) est une écrivaine et artiste peintre française naturalisée israélienne en 1950. Elle a obtenu le Ruban de la guerre des Six Jours pour son travail de volontaire pendant le conflit israélien. Son autobiographie Un Diamant brut, publiée après sa mort en 2008 retrace sa jeunesse dans les foyers d'accueil de l'Yonne, puis la rencontre des milieux artistiques et littéraires de la France des années 1940.

## Biographie

### Enfance
Yvette Thomas, troisième fille de Georges-Marcel Thomas et d'Anne Thomas naît au hameau de Pesselières en Bourgogne, le 1er juin 1929. Sa petite enfance est marquée par la séparation de ses frères et sœurs et la mort de ses parents. Elle mena une existence tantôt difficile tantôt heureuse dans des familles où elle fut placée comme pupille de l'Assistance publique de l'Yonne. Elle a été maltraitée et battue comme fille de ferme à Fougilet.

### La vie avec les Zervos
Le 6 septembre 1942, elle fut adoptée par un couple de riches galeristes parisiens, Christian et Yvonne Zervos éditeurs de la revue Cahiers d'art. Elle racontera dans Un Diamant brut que Christian abusait d'elle sexuellement. Cette découverte fit sombrer Yvonne dans l'alcoolisme. À la libération, la famille Zervos retourna dans son appartement du no 40, rue du Bac à Paris et leur maison redevint un salon où se bousculait le tout-Paris de la libération, de Fernand Léger à Pablo Picasso, de Alberto Giacometti, René Char à Paul et Nusch Éluard.
Yvette, accompagnée d'une camarade du lycée Fénelon, devint secouriste pour nourrir, laver et coucher les survivants des camps de concentration qui étaient rassemblés à l'hôtel Lutetia. Cette expérience très forte marqua très intensément Yvette qui se sentait elle aussi comme une survivante des mauvais traitements subis par l'administration de l'Assistance publique. Elle suivit des études de dessin à l'Académie de la Grande Chaumière en 1949 et fut l'élève de Pablo Picasso de 1942 à 1949 qui prit la jeune Yvette sous sa protection. Elle eut également l'enseignement de Luis Fernández pour la peinture à l'huile, et de Jean Castagnier pour le pastel. Elle participa comme figurante à deux courts-métrages, scénarisés et réalisés par René Char et mis en musique par Pierre Boulez. Le Soleil des eaux avec Jean Vilar à L'Isle-sur-la-Sorgue en 1946 et Sur les Hauteurs avec Jacques Dupin, au château d'Aulan en 1949.

### Le départ et l'installation en Israël

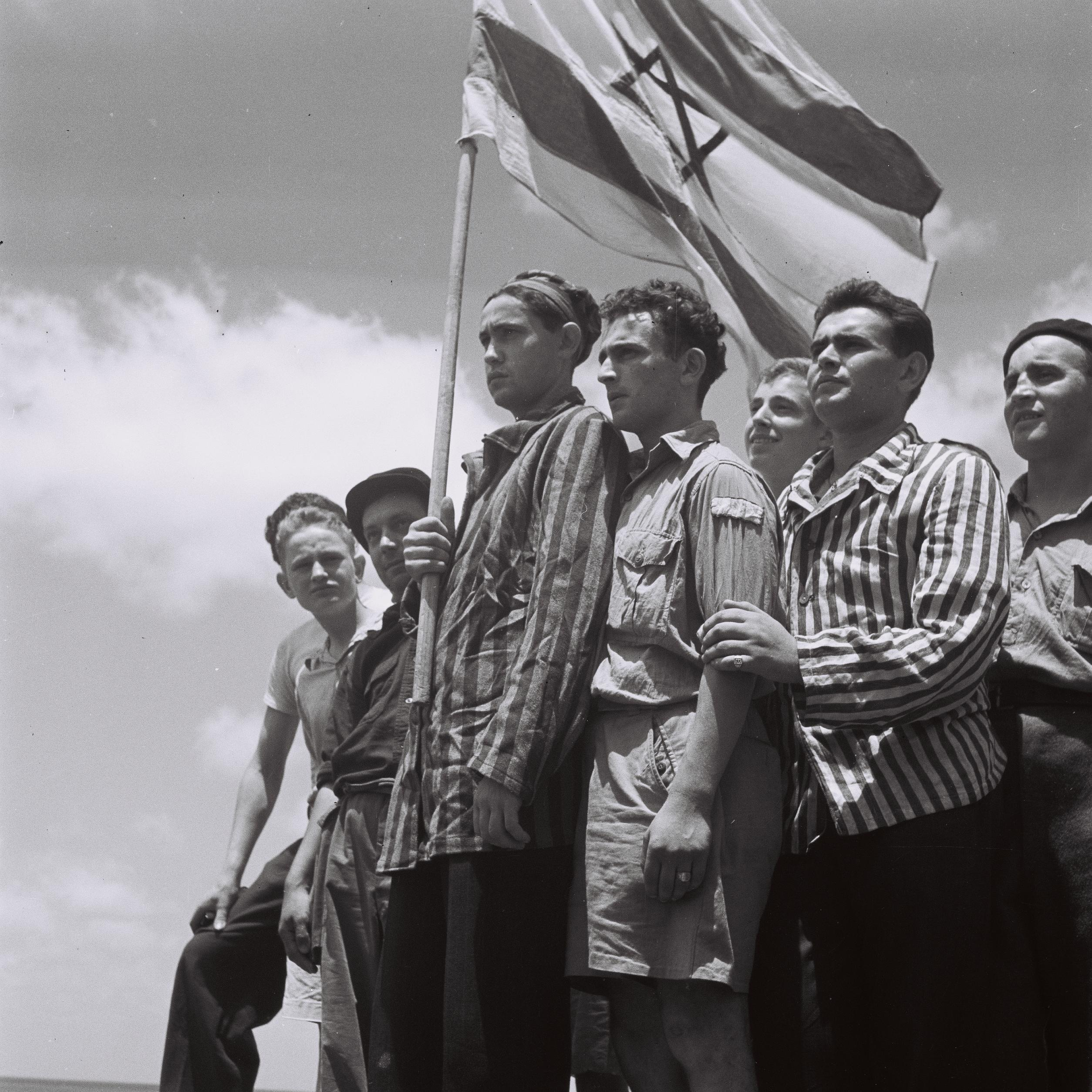
Le 15 juillet 1945. Des survivants de Buchenwald arrivent à Haïfa.

En 1949, elle rencontre l'avocat Shmuel Alexander Szczupak, « Sacha », un compagnon de David Ben Gourion, de trente ans son aîné, et vieil ami des Zervos. Cet homme la charme immédiatement, et l'emmène découvrir Israël. Encore mineure, elle décide d'émigrer en Israël en 1950, grâce à la complicité de son amie Ida Chagall, fille de Marc Chagall, et de l'ancien chef de cabinet de Léon Blum. Arrivée en mars 1950, elle se convertit au judaïsme en mai et détient le certificat de conversion no 6 de l'État d'Israël. Elle épouse « Sacha » Szuczupak, en novembre 1950 et fonde avec lui une famille à Jérusalem, en mettant au monde un fils, Ariel en 1954. Son sens particulier du dessin se retrouve notamment dans ses gravures réalisées pendant la guerre des Six Jours où elle fut volontaire pour la Magen David Adom. Sa peinture, influencée par Picasso, est constituée de gravures sur bois qui lui donnent une profondeur spéciale. Elle a exposé ses peintures en Israël, en France et aux États-Unis.

## Un Diamant brut

### Publication du manuscrit
Yvette Szczupak-Thomas termine le manuscrit de son autobiographie à Jérusalem en décembre 1999, et le fait relire par des proches. C'est un choc littéraire qui convainc un certain nombre d'entre eux de chercher un éditeur pour publier ce livre.

### Éloges d'Yvonne Szczupak-Thomas
La Fondation Christian et Yvonne Zervos organisa une journée en hommage à Yvette Szczupak-Thomas le 21 août 2005. En présence de son fils et de nombreux témoins encore vivants, il y eut une lecture de ses textes et une exposition de quelques dessins dans l'atelier de la maison Zervos à Vézelay.

## Œuvres
- Simplement, Paris, Fernand Hazan, 1953.
- Ici-même: "Et que Jérusalem soit présente à vos cœurs !, volume 2 de Cahiers de Jérusalem, Ahva, 1961.
- Le serpent d'airain: poèmes, Tschudy-Verlag, 1964.
- Au cœur du sablier, volume 9 de Cahiers de Jérusalem, Ahva, 1965.
- Yvette Szczupak-Thomas, Un Diamant brut : Vézelay-Paris 1938-1950, Paris, Editions Métailié, 2008, 438 p. (ISBN 978-2-86424-654-1)